# Шахін Анвер огли Омаров
Шахін Анвер огли Омаров (нар. 26 серпня 1968; село Хирдапай, СРСР , зараз — Азербайджан) — український вчений, доктор економічних наук, громадський та політичний діяч. Почесний консул Республіки Албанія в Україні  .

## Біографія
Народився 26 серпня 1968 року в селі Хирдапай, Азербайджанська РСР, в сім'ї службовців. З 1986 по 1988 рік служив в лавах ЗС СРСР.

### Освіта та кар'єра
- 1989—1995 — Харківська державна академія залізничного транспорту (спеціальність: «Бухгалтерський облік, контроль та аналіз господарської діяльності»);
- 1996—2002 — Національна юридична академія ім. Ярослава Мудрого (спеціальність — правознавство);
- 2005—2008 — аспірант ХНУРЕ
- 2009 — захистив кандидатську дисертацію з економіки (економіка і бізнес-менеджмент), 2015 — захистив докторську дисертацію (економіка та управління підприємствами);
- Кар'єра:
- 1985—1992 — робочий ХПО «Радіореле», інженер в Харківському науково-дослідному інституті машинобудування;
- 1992—1993 — бухгалтер, головний бухгалтер приватної компанії «TSK» (Харків);
- 1993—1994 — головний бухгалтер українсько-турецького СП «Спрут»;
- 1994—1996 — економіст-бухгалтер, начальник відділу валютних операцій «ІНКО» банку;
- 1996 — заступник начальника Департаменту валютних операцій «Українського банку торгівлі та співпраці»;
- 1996—2006 — заступник Директора з фінансів ТОВ «Хазар» Лтд;
- 2007 — фінансовий директор ТОВ «Хазар» Лтд.;
- 2006—2010 — депутат Київської районної ради V скликання Харківської міської ради;
- 2008—2009 — молодший науковий співробітник кафедри економічної кібернетики ХНУРЕ;
- 2009 — Генеральний директор ТОВ фірма «Хазар» Лтд;
- 2009—2010 рр. — асистент кафедри економічної кібернетики ХНУРЕ;
- 2010—015 рр. — доцент цієї кафедри;
- 2010—2013 — радник заступника голови Харківської обласної державної адміністрації з економічних питань;
- 2012—2013 — керівник Комітету з промисловості і торгівлі, Представник Європейської торгово-промислової палати в Харківській області;
- 2012—2013 — Президент Українсько-азербайджанської бізнес-ради;
- 2013—2014 — член Громадської ради при Харківській обласній державній адміністрації;
- 2014—2016 — доцент кафедри економічної кібернетики та управління економічною безпекою Харківського національного університету радіоелектроніки;
- З січня 2015 — Почесний консул Республіки Албанія в м. Харків[5].
- З 2016 — професор кафедри економічної кібернетики та управління економічною безпекою Харківського національного університету радіоелектроніки.

За результатами 2020 року у «Рейтингу публічної активності» в номінації «Іноземні дипломатичні представництва в Україні», складеному Інститутом світової політики на основі аналізу інформації, яку розміщують на своїх інтернет-сторінках українські та закордонні дипломатичні представництва, Почесне консульство Албанії посіло третє місце, поступившись лише Посольству Республіки Польща в Україні та Посольству США в Україні. У 2020 році співпраця між Україною і Албанією настільки зросла, що (незважаючи на пандемію коронавірусу) Україну відвідав діючий на той момент голова ОБСЄ та прем'єр-міністр і міністр закордонних справ Албанії Енді Рама. А в столиці країни — Тирані — того ж року відкрилося посольство України в Албанії . З початком російсько-Української війни сприяє отриманню Україною допомоги від Албанії.
6 березня 2022 року російські війська прицільно обстріляли Почесне консульство Албанії в Харкові, Почесний консул Шахін Омаров не постраждав тільки тому, що знаходився в бомбосховищі, згодом був обстріляний його приватний будинок.
У грудні 2023 року подав до Київського районного суду міста Харкова позовну заяву про відшкодування матеріальної та моральної шкоди внаслідок ведення бойових дій з порушенням звичаїв та традицій війни, відповідачі — російська федерація та особисто її диктатор володимир путін, інтереси позивача захищає Адвокатська корпорація «Тарасенко і партнери». Наразі справа знаходиться на стадії розгляду.

## Нагороди
- Медаль «За незалежність України»;— «за вагомий внесок у розвиток держави»
- Медаль «За патріотизм і гідність» (Всеукраїнське об'єднання «Країна»);;
- Медаль «За заслуги» (Український Союз ветеранів Афганістану та воїнів-інтернаціоналістів);
- Пам'ятна медаль «Військова доблесть»;
- Медаль «За гідність і патріотизм»;
- Чисельні Почесні Грамоти, Подяки та Грамоти від різних організацій та установ[1].
- Грамота Верховної Ради України[19].

## Особисте життя
Одружений, має двох синів.